# Lista de municípios da Baja California

Mapa do México com a Baixa Califórnia em destaque

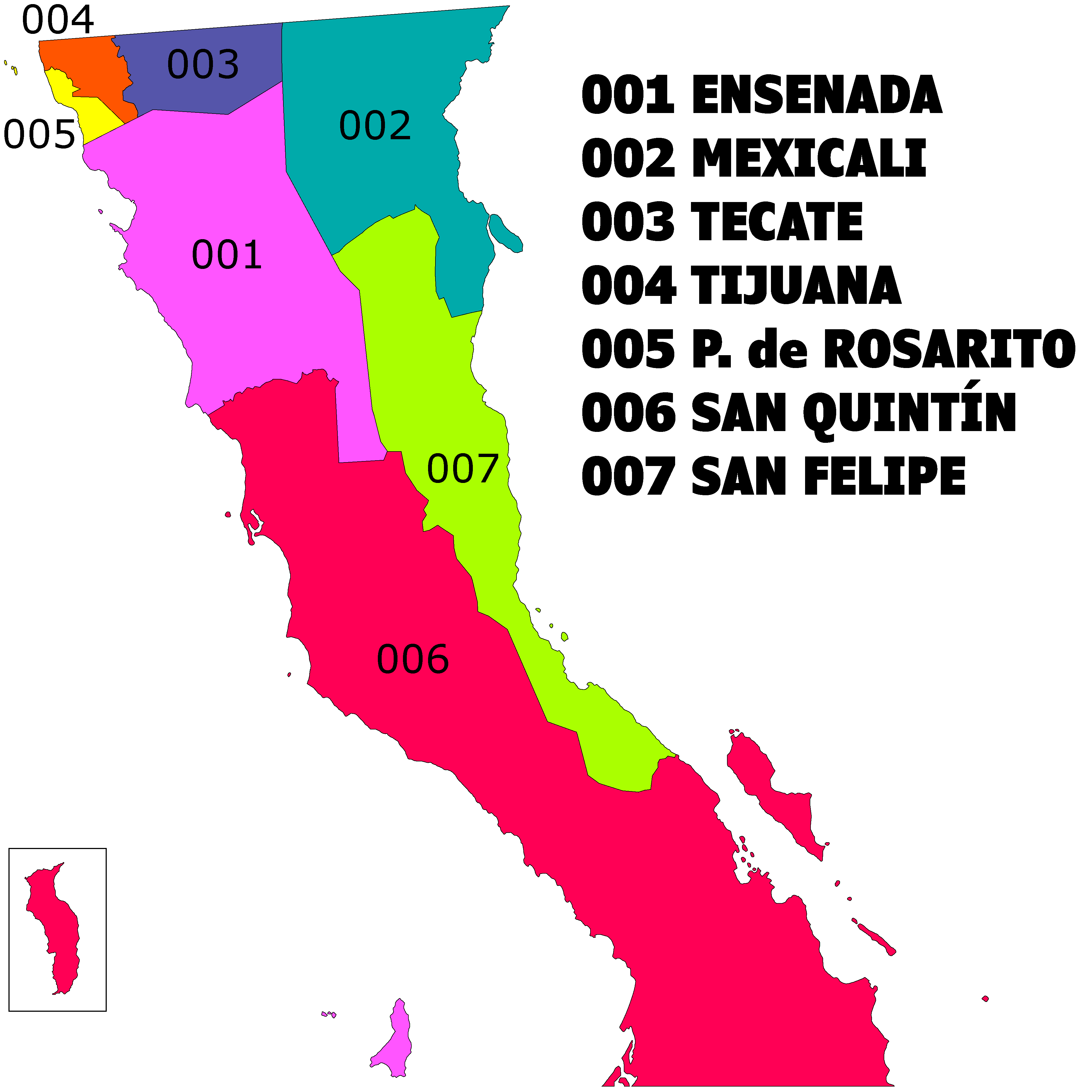
Municípios da Baixa Califórnia desde 2022.

A Baixa Califórnia é um estado no noroeste do México dividido em sete municípios. De acordo com a Estimativa Intercensal Mexicana de 2020, a Baixa Califórnia é o 13° estado mais populoso, com 3 769 020 habitantes e o 12º maior em área de 73 290,08 quilômetros quadrados.
Os municípios na Baixa Califórnia são administrativamente autônomos do estado de acordo com o artigo 115 da Constituição do México de 1917.  A cada três anos, os cidadãos elegem um presidente municipal por um sistema de pluralidade dos votos, que dirige um conselho municipal concomitantemente eleito (ayuntamiento) responsável pela prestação de todos os serviços públicos aos seus constituintes. O conselho municipal consiste em um número variável de conselheiros e vereadores (regidores y síndicos). Os municípios são responsáveis pelos serviços públicos (como água e esgoto), iluminação pública, segurança pública, trânsito, fiscalização de matadouros e manutenção de parques públicos, jardins e cemitérios. Eles também podem auxiliar os governos estadual e federal em educação, emergência de incêndio e serviços médicos, proteção ambiental e manutenção de monumentos e marcos históricos. Desde 1984, eles têm o poder de cobrar impostos sobre a propriedade e taxas de uso, embora mais recursos sejam obtidos dos governos estadual e federal do que de sua própria receita.

## Municípios
Esta lista é classificável. Clique no ícone  no cabeçalho da coluna para alterar a chave e a ordem de classificação.

 †   Capital do estado 
| Código INEGI     | Nome               | Sede Municipal   | População (2020) | Área           | Data da Incorporação    |
| ---------------- | ------------------ | ---------------- | ---------------- | -------------- | ----------------------- |
| 001              | Ensenada           | Ensenada         | 443 807          | 19 526,80 km²  | 16 de janeiro de 1952   |
| 002              | Mexicali†          | Mexicali         | 1 049 792        | 14 528,30 km²  | 16 de janeiro de 1952   |
| 003              | Tecate             | Tecate           | 108 440          | 2 861,20 km²   | 16 de janeiro de 1952   |
| 004              | Tijuana            | Tijuana          | 1 922 523        | 1 074,10 km²   | 16 de janeiro de 1952   |
| 005              | Playas de Rosarito | Rosarito         | 126 890          | 506,30 km²     | 29 de junho de 1995     |
| 006              | San Quintín        | San Quintín      | 117 568          | 32 953,30 km²  | 27 de fevereiro de 2020 |
| 007              | San Felipe         | San Felipe       | 19 204           | ~10 808,00 km² | 2 de julho de 2021      |
| Baixa Califórnia | Baixa Califórnia   | Baixa Califórnia | 3 769 020        | 71 450,00 km²  | —                       |

## Galeria

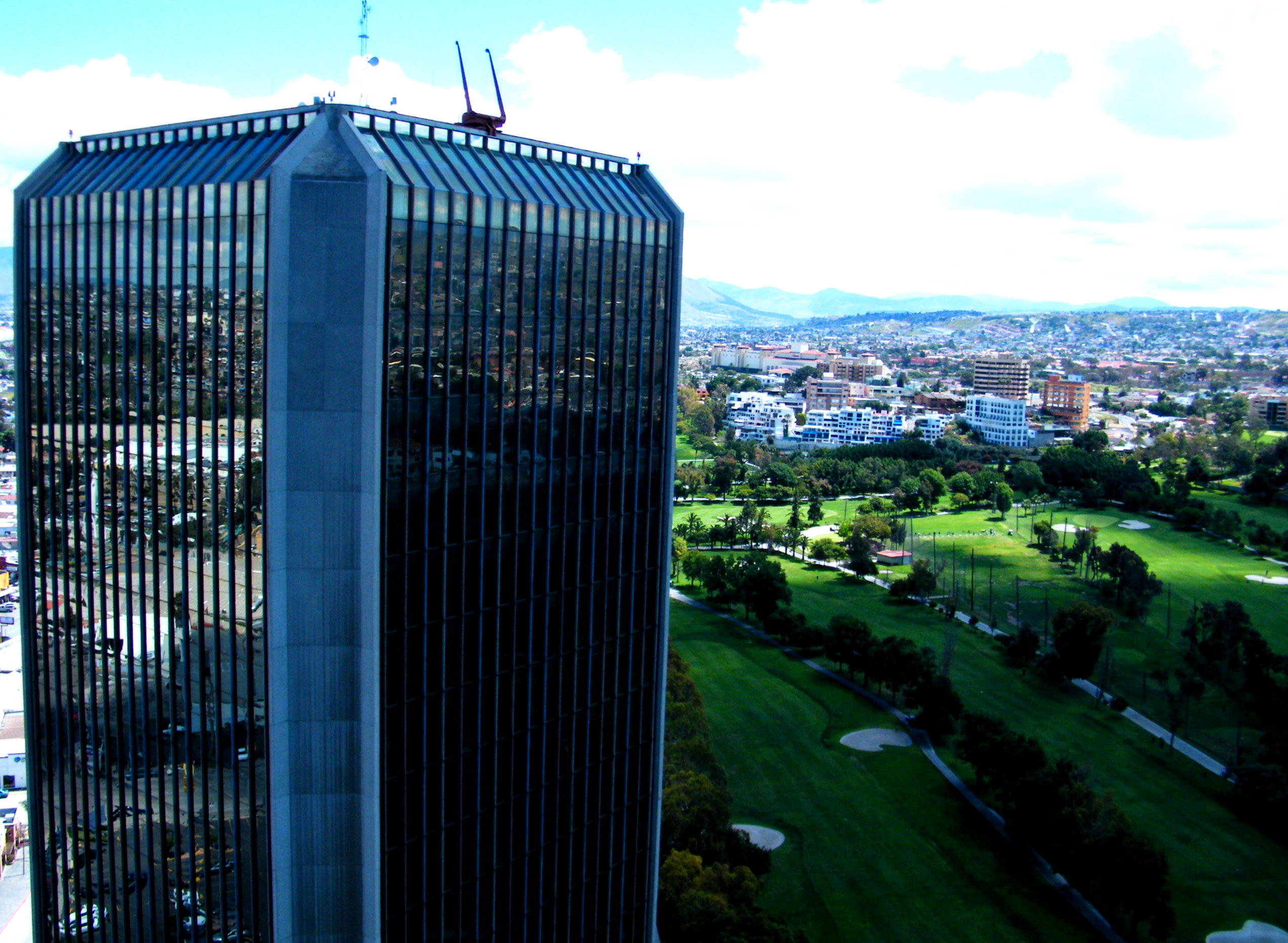
Tijuana, o município mais populoso da Baixa Califórnia
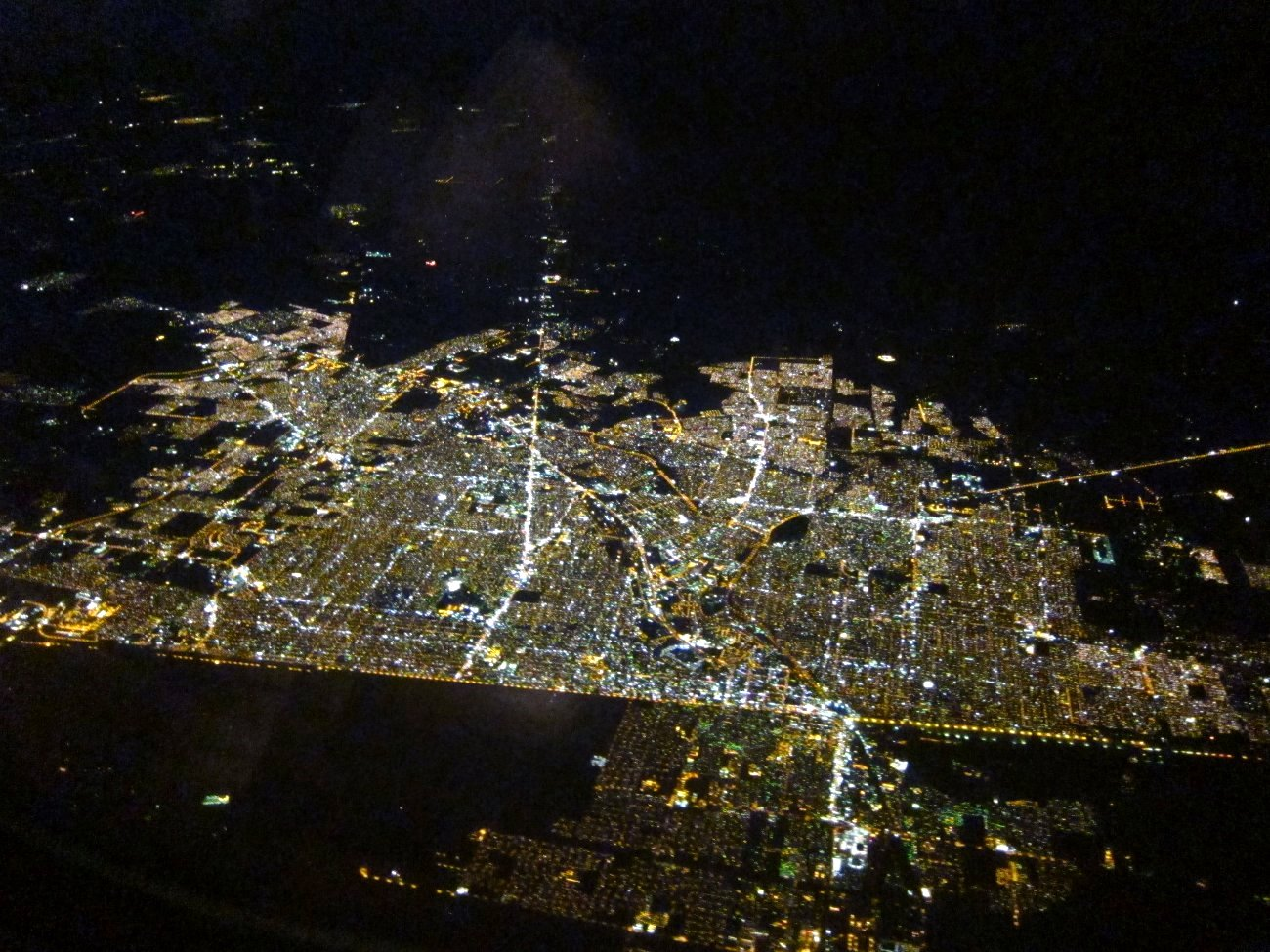
Mexicali, capital do estado e segundo município mais populoso
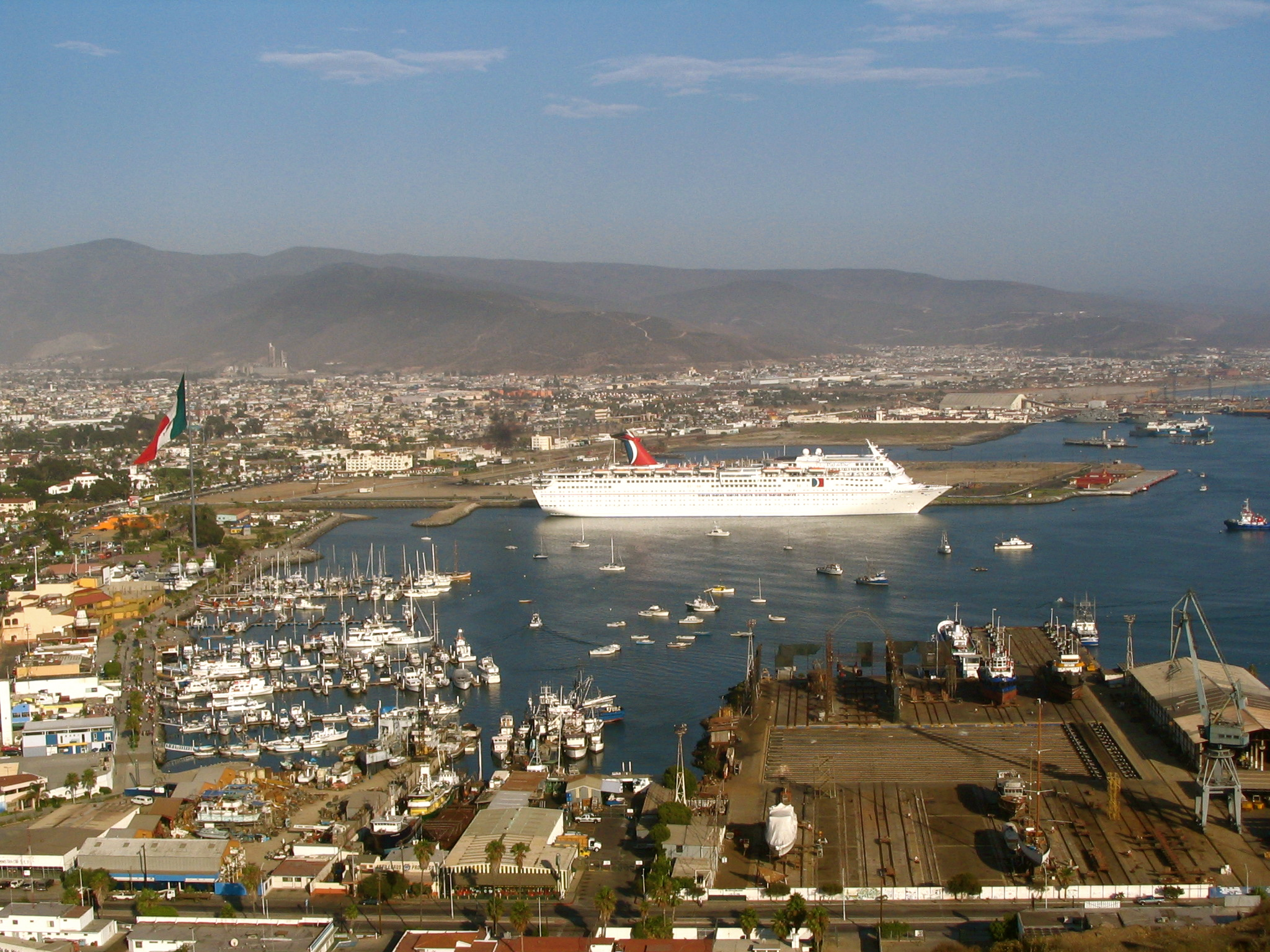
Ensenada, terceiro município mais populoso e maior município por área
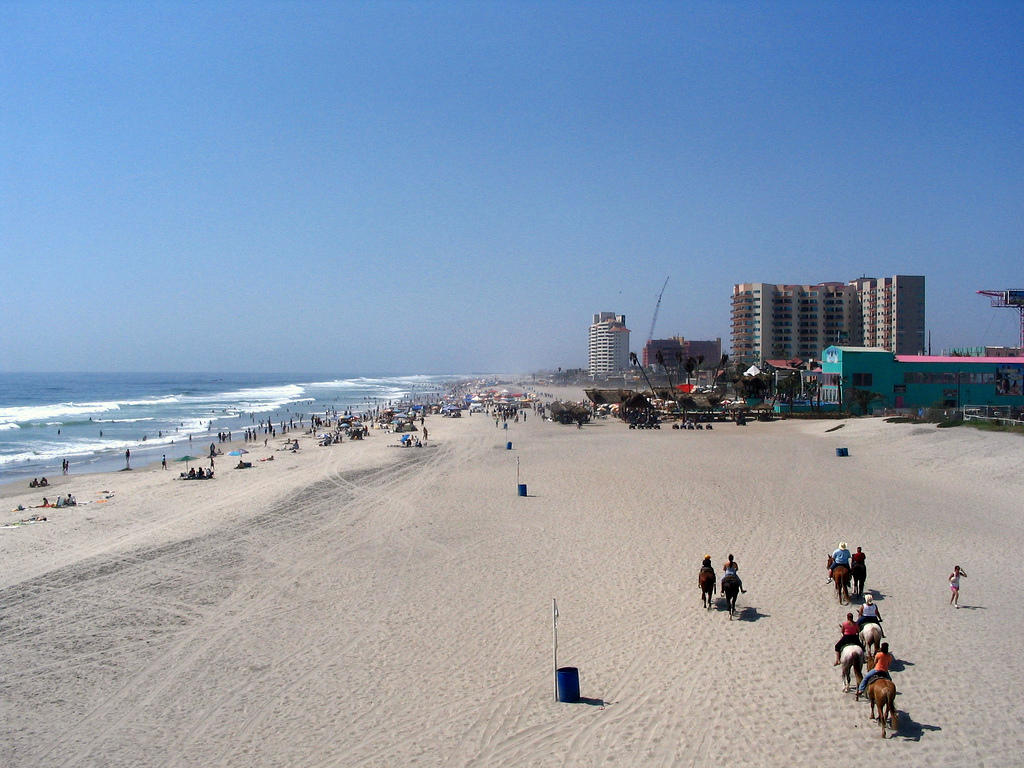
Playas de Rosarito, quarto município mais populoso
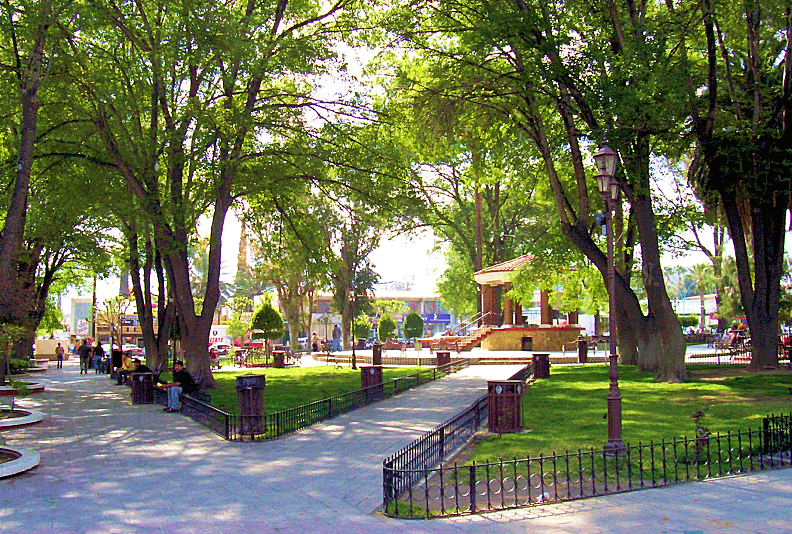
Tecate, o município menos populoso antes da criação de San Felipe